# Antoingt
Antoingt [ɑ̃twɛ̃] ist eine französische Gemeinde mit 416 Einwohnern (Stand: 1. Januar 2022) im Département Puy-de-Dôme in der Region Auvergne-Rhône-Alpes (vor 2016 Auvergne). Sie gehört zum Arrondissement Issoire und zum Kanton Brassac-les-Mines (bis 2015: Kanton Saint-Germain-Lembron). Die Einwohner werden Antoinais genannt.

## Geographie
Antoingt liegt etwa 29 Kilometer südsüdöstlich von Clermont-Ferrand. Das Gemeindegebiet wird im Süden vom Flüsschen Lambronnet durchquert. Umgeben wird Antoingt von den Nachbargemeinden Solignat im Norden, Rande im Osten, Gignat im Südosten, Mareugheol im Süden sowie Vodable im Westen und Nordwesten.

## Bevölkerungsentwicklung

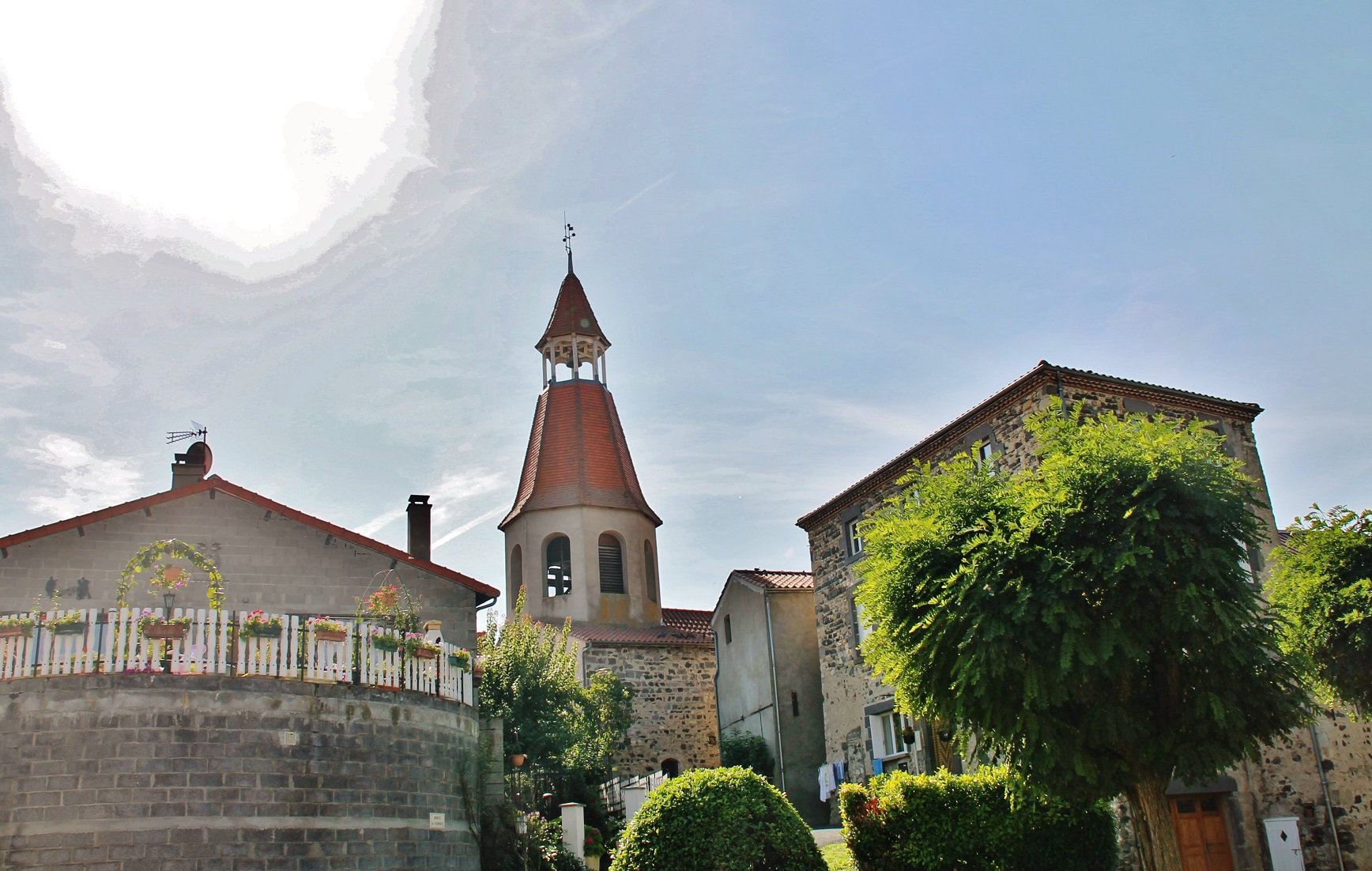
Kirche Saint-Gal

| Jahr                       | 1962 | 1968 | 1975 | 1982 | 1990 | 1999 | 2006 | 2013 |
| Einwohner                  | 351  | 362  | 357  | 368  | 376  | 335  | 365  | 385  |
| Quellen: Cassini und INSEE |      |      |      |      |      |      |      |      |

## Sehenswürdigkeiten
- Kirche Saint-Gal